# 吹田文明
吹田 文明（ふきた ふみあき、1926年11月28日 - ）は、日本の版画家。日本美術家連盟理事、多摩美術大学名誉教授。娘は陶芸家の吹田千明。
徳島県阿南市出身。東京都世田谷区在住。

## 来歴
1947年（昭和22年）に徳島師範学校（現徳島大学）を卒業。1948年、徳島県の研究生として東京芸術大学に派遣され、萬鉄五郎に師事する。その後、数々の賞を受賞。
1969年（昭和44年）に多摩美術大学教授に就任。1994年（平成6年）に日本版画協会理事長に就任。2004年（平成16年）に日本美術家連盟理事長に就任。
ニューヨーク近代美術館、ポーランド国立美術館、シアトル美術館、オレゴン大学美術館、スイス国立美術館、メキシコ近代美術館、シカゴ美術館、東京国立近代美術館などの美術館に作品が所蔵されている。

## 受賞歴
- 日本版画協会 恩地賞 1957年
- モダンアート協会 奨励賞 1957年
- 日本版画協会 竹芳洞賞・会員推挙 1958年
- 第1回スイス・グレンツェン・トリエンナーレ受賞 1958年
- ノースウェスト国際版画展大賞 1965年
- サンパウロ・ビエンナーレ版画部門最高賞 1967年
- リュブリアナ国際版画ビエンナーレ買上賞 1969年
- 第1回マイアミ・グラフィック・ビエンナーレ買上賞 1975年
- モダンアート'86作家大賞 1986年
- 徳島県文化賞 1987年
- 紫綬褒章 1989年
- 勲四等旭日小綬章 1998年